# Серпокрылка берёзовая
Серпокрылка берёзовая (лат. Drepana falcataria) — вид бабочек из семейства серпокрылок.

## Описание
Размах крыльев составляет от 27 до 35 мм. У них светло-коричневые или беловато-коричневые вплоть до красновато-коричневых передние крылья с тонким регулярным узором и тёмными тонкими зубчатыми полосами. В центре они имеют темное глазчатое пятно. Под серпом (или на внешнем крае внешнего края крыла) находится фиолетовая тень. От кончика крыла под пятном проходит заметная изогнутая тёмно-коричневая полоса до внутреннего края крыла. Задние крылья также светло-коричневые, но светлее передних. Их узор похож на узор передних крыльев, но не такой яркий. У самок задние крылья белые, с таким же тёмным узором.
Гусеницы достигают длины около 20 мм. Окрашены в ярко-зелёный цвет и имеют широкий коричневый узор на спине и голове, которая также имеет жёлтые поперечные полосы. Брюшко сильно заострено. Между вторым и пятым сегментами на спине находятся коричневые бугорки в виде шишек. На зелёных участках растут отдельные тонкие белые волосы, а на коричневых — чёрные.

## Распространение и образ жизни
Встречается в Центральной и Северной Европе, на юг до Пиреней и Центральной Италии, на восток до Урала. Обитают в светлых и влажных лиственных лесах. Особенное предпочтение они отдают прибрежным и заболоченным лесам, но их также можно встретить в парках и садах. Широко распространены и довольно многочисленны.
Бабочки днём сидят на листьях или стволах деревьев, начинают летать только ночью.

#### Время полета и гусеницы
Развивается в двух поколениях: с конца апреля до середины июня и с начала июля до конца августа. Гусеницы, выведенные из яиц первого поколения, встречаются с августа до конца октября, а второго — в июне следующего года. В благоприятные годы также можно наблюдать третье, незавершенное поколение. В высокогорьях этот вид летает в июле только в одном поколении.

#### Питание гусениц
Кормовыми растениям гусениц в основном являются ольха чёрная (Alnus glutinosa)  и берёза повислая (Betula pendula), но также могут встречаться на других лиственных деревьях. Они предпочитают молодые растения.

### Развитие

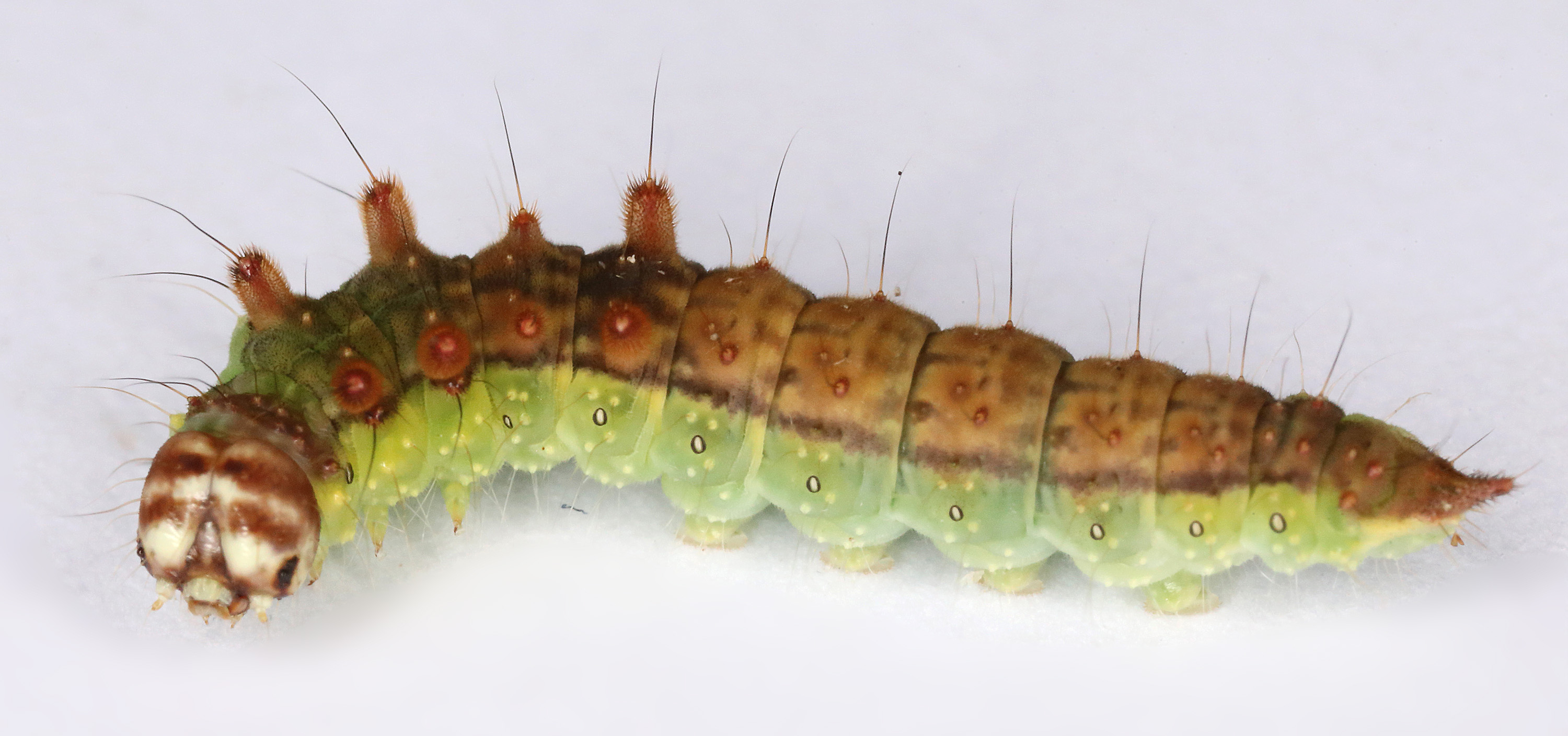
Гусеница

Самки откладывают яйца по 10 штук, уложенных в ряд, на верхнюю сторону листьев. Гусеницы сгибают один лист и скрепляют два края, образуя тем самым защитное укрытие, в котором они прячутся днём. Когда они почти съедают лист, они переходят к следующему и строят новое укрытие. В случае опасности они стучат по внутренней стороне укрытия, издавая тем самым тикание. Они окукливаются в своём листе, отделив его часть от остального листа на одну-две связи. Раннее поколение вылупляется в том же году, а позднее падает с листом на землю, перезимовывает там и вылупляется только весной следующего года.